# Karsten Kieckhäfer
Karsten Kieckhäfer (* 29. Oktober 1981 in Rahden) ist ein deutscher Ökonom.

## Leben
Nach dem Studium des Wirtschaftsingenieurwesens an der TU Braunschweig promovierte er 2013 am Institut für Automobilwirtschaft und Industrielle Produktion (AIP) der Technischen Universität Braunschweig. Von 2010 bis 2019 leitete er eine Arbeitsgruppe zum Thema Nachhaltigkeit in Produktion und Logistik am AIP. Nach der venia legendi 2018 für Betriebswirtschaftslehre seit 2019 ist er Professor für Betriebswirtschaftslehre, insbesondere Produktion und Logistik an der Fakultät für Wirtschaftswissenschaften der FernUniversität in Hagen.
Seine Forschungsschwerpunkte liegen in der Modellierung und Analyse strategischer Fragestellungen des Produktions- und Logistikmanagements, die im Zusammenhang mit der Reduktion von Treibhausgasemissionen sowie Energie- und Ressourcenverbrauch stehen, speziell in den Bereichen Mobilität und industrielle Wertschöpfungsnetzwerke.

## Schriften (Auswahl)
- Marktsimulation zur strategischen Planung von Produktportfolios. Dargestellt am Beispiel innovativer Antriebe in der Automobilindustrie. Wiesbaden 2013, ISBN 3-658-02470-4.
- mit Gunnar Quante, Christoph Müller, Thomas Stefan Spengler, Matthias Lossau und Wolfgang Jonas: Simulation-Based Analysis of the Potential of Alternative Fuels towards Reducing CO2 Emissions from Aviation. 2018.
- mit Christian Weckenborg, Christoph Müller, Martin Grunewald und Thomas S. Spengler: Balancing of assembly lines with collaborative robots. 2019.
- mit Christian Thies und Thomas S. Spengler: Activity analysis based modeling of global supply chains for sustainability assessment. 2020.